# Amazon Glacier
Amazon Glacier (в переводе — ледник Amazon) — онлайн-хранилище файлов от компании Amazon, предоставляющее надёжное хранение данных в целях архивации и резервного копирования (так называемый Cold Storage).
Сервис Glacier является частью облачного сервиса Amazon Web Services и предоставляет дешёвое хранилище для длительного хранения редко используемых данных. Получение данных из Glacier является платным (стоимость сильно зависит как от объёма запроса, так и от скорости восстановления), задержка между запросом и началом получения данных составляет от 3 до 5 часов. В то же время стоимость хранения составляет 1—1,2 цента США за каждый гигабайт в месяц (около 120 долларов в год за ТБ), что значительно дешевле, чем сервис онлайн-хранения Amazon Simple Storage Service (Amazon S3).
Компания Amazon считает, что Glacier будет использоваться в качестве облачной замены корпоративных ленточных библиотек.

## Хранение
По данным, имеющимся в распоряжении ZDNet, хранилище Glacier использует недорогие общедоступные аппаратные комплектующие, предположительно множество недорогих накопителей на жестких дисках (HDD). Не исключается, что используются заказные жёсткие диски, работающие на низких оборотах (low-RPM), проприетарные интерфейсы передачи данных и специально спроектированные стойки.
В то же время часть пользователей системы полагает, что Glacier использует ленточные накопители, так как позиционируется в качестве прямой замены для ленточных библиотек и работает со сходными задержками (несколько часов). Вся публично доступная информация, включая полученную от самой Amazon, подтверждает, что Glacier использует жёсткие диски, а не ленты.
По другой теории, которая косвенно подтверждается публичными данными, технология основана на использовании оптических дисков Blu-Ray высокой плотности, которые вставляются в считыватели при помощи роботов.

## Стоимость
Объём загружаемой и хранимой информации практически не ограничен, стоимость хранения составляет в зависимости от региона 1—1.2 цента за каждый гигабайт в месяц, загрузка данных бесплатна.
Однако стоимость получения данных из Glacier рассчитывается по сложным правилам. Для выгрузки данных требуется два этапа: на первом данные копируются в хранилище Amazon S3 в соответствии со стоимостью выгрузки, затем данные загружаются из S3. Маркетинговые материалы Glacier заявляют о бесплатном объёме выгрузки до 5 % от объёма хранимых данных, однако эти 5 % равномерно распределены по всем часам месяца. Например, если в месяце 30 дней, бесплатно можно выгружать до 0,0069 % в час. Превышение данного объёма в любой из часов приводит к оплате, которая рассчитывается умножением наибольшего размера превышения на общее количество часов в месяц. Например, если в один из часов месяца было скачано на 1 ГБ больше, чем было включено в бесплатный объём, подлежит оплате объём в 720 (количество часов в месяце) * 1 ГБ. Тариф за такую выгрузку составляет также 1—1,2 цента за ГБ.
На практике пользователь Glacier вынужден разбивать любые объёмные выгрузки на длительный период и производить выгрузку максимально равномерно. Любая ошибка или непонимание правил оплаты могут привести к большим финансовым потерям. Например, пользователь, хранящий 15 ГБ данных и единовременно запросивший 693 МБ в целях тестирования, будет оплачивать 126 ГБ (чуть более одного доллара, хотя не знающий правил пользователь мог ожидать счет не более 1 цента).
Передача данных из Glacier в EC2-облако в том же регионе бесплатна. Передача в EC2 в другом регионе составляет, в зависимости от расположения Glacier, от 2 (США и Европа) до 9 центов (Токио).
Передача данных из Glacier в Интернет бесплатна в объёме 1 ГБ в месяц, при превышении оплачивается по тарифам от 12—20 до 5—12 центов за гигабайт (в зависимости от объёмов). Для передачи более 500 ТБ тариф согласовывается напрямую для каждого клиента.
Кроме платы за хранение, выгрузку и передачу данных существует штраф за удаление данных, хранившихся в Glacier менее 3 месяцев. Размер штрафа в три раза превышает месячную стоимость хранения этих данных.
По стоимости хранения Glacier примерно на порядок дешевле, чем AWS S3.